# Cambra Oficial de Comerç, Indústria i Navegació de Barcelona

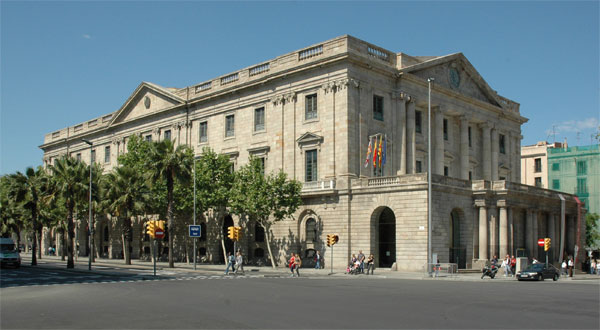
Tot i tenir la seu corporativa a la Llotja de Mar, les oficines i serveis de la Cambra es troben a l'avinguda Diagonal.

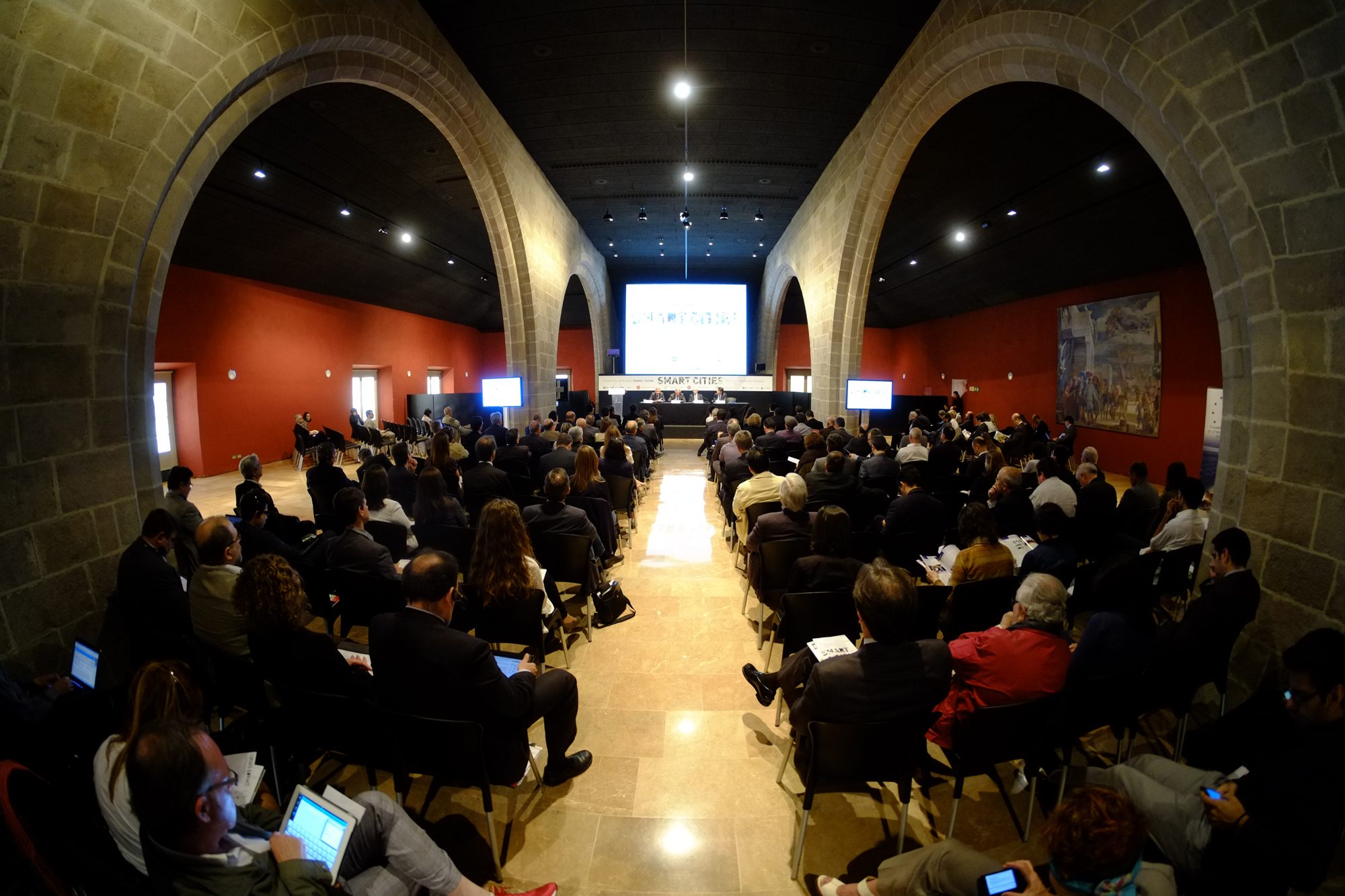
Jornada Empresarial franc-espanyola al Saló dels Cònsols de la Casa Llotja de Mar de la Cambra de Comerç de Barcelona, 10 de juny de 2013

Cambra Oficial de Comerç, Indústria i Navegació de Barcelona, actualment anomenada Cambra de Comerç de Barcelona, és una corporació de dret públic fundada el 1886 amb seu a Barcelona, i regulada per la llei 3/93 i per la llei 14/2002 de Catalunya que té com a funció principal defensar els interessos generals de les empreses i proporcionar les actuacions necessàries per al foment del comerç i la indústria. Els seus antecedents històrics, però, es remunten al Consolat de Mar o la Reial Junta Particular de Comerç, que es remunten directament fins a l'edat mitjana. Té la seu a la Llotja de Mar. El 1986 va rebre la Creu de Sant Jordi de la Generalitat de Catalunya. El seu president actual és Josep Santacreu.

## Història
La Cambra tenia previst licitar i adjudicar el primer semestre de 2023 la construcció de la seva nova seu al districte 22@ per un import de 50 milions d'euros, a l'avinguda Diagonal amb el carrer Selva de Mar. Tanmateix, no era un projecte nou, es remuntava a altres acords anteriors amb l'Ajuntament de Barcelona del 2006 i del 2019, i no comptava en aquell moment amb el vistiplau veïnal.

## Membres
Formen part de la Cambra totes les empreses, nacionals o estrangeres, que exerceixen activitats comercials, industrials o navilieres en la demarcació de la Cambra. La demarcació de la Cambra inclou la província de Barcelona excepte les comarques del Bages i del Vallès Occidental. Segons el cens del novembre de 2006, 335.422 empreses integraven el cens de la Cambra de Comerç de Barcelona.
Juntament amb la resta de cambres catalanes, forma part del Consell General de Cambres de Catalunya, de la qual n'ostenta la Presidència.

## Òrgans de govern
El Ple és l'òrgan suprem de govern i representació de la Cambra. El Comitè Executiu és l'òrgan permanent de gestió, administració i proposta de la Cambra. El president és l'òrgan que ostenta la representació de la Cambra, ostenta la presidència de tots els òrgans col·legiats i és responsable de l'execució dels seus acords.

## Presidents[9]

### Presidents de la Cambra Oficial d'Indústria, Comerç i Navegació (1886-1912)
- Manuel Girona i Agrafel (1886-1901)
- Joan Sallarès i Pla (1901-1902)
- Josep Monegal i Nogués (1902-1908)
- Pere Guerau Maristany i Oliver, comte de Lavern (1908-1913)

### Presidents de la Cambra Oficial de Comerç i Navegació (1912-1966)
- Robert Robert i Surís (1913-1914)
- Joan Perpinyà i Pujol (1914-1918)
- Joan Gubern i Fàbregas (1918-1919)
- Joaquim Cabot i Rovira (1919-1924)
- Josep Armenteras i Vintró (1924-1927)
- Josep Monegal i Nogués (1927-1930)
- Josep Armenteras i Vintró (1930-1934)
- Fèlix Escalas i Chamení (1934-1938)
- Amadeu Maristany i Oliver (1938-1954)
- Fèlix Escalas i Chamení (1954-1963)
- Francesc de Paula Gambús i Rusca (1963-1964)
- Josep Valls i Taberner (1964-1967)

### Presidents de la Cambra Oficial d'Indústria (1912-1966)
- Lluís Sedó i Guichard (1912-1914)
- Lluís Ferrer-Vidal i Soler (1914-1918)
- Lluís Sedó i Guichard (1918-1921)
- Josep de Caralt i Sala, comte de Caralt (1921-1930)
- Andreu Oliva i Lacoma (1930-1936)
- Josep de Caralt i Sala, comte de Caralt (1939-1944)
- Antoni Maria Llopis Galofré (1944-1954)
- Ramon Par i Tusquets (1954-1965)
- Andreu Ribera i Rovira (1965-1967)

### Presidents de la Cambra Oficial d'Indústria, Comerç i Navegació (1967-)
- Josep Valls i Taberner (1967)
- Andreu Ribera i Rovira (1967-1979)
- Josep Maria Figueras i Bassols (1979-1991)
- Antoni Negre i Villavecchia (1991-2002)
- Miquel Valls i Maseda (2002-2019)
- Joan Canadell i Bruguera (2019-2021)
- Mònica Roca i Aparici (2021-2023)
- Josep Santacreu i Bonjoch (2023-)

## Fons
Per acord d'abril del 2001 la Cambra de Comerç de Barcelona va fer cessió del seu fons bibliogràfic a la Universitat Pompeu Fabra. Aquest fons consta de dues parts principals. Per una banda la col·lecció de 1.300 fullets d'un gran valor per als investigadors i estudiosos de l'economia espanyola de finals del segle xix i principis del XX. Tots ells es van digitalitzar i són consultables a la Memòria Digital de Catalunya. Per l'altra banda hi ha el fons de monografies i publicacions en sèrie formats per uns 120.000 volums. Versa fonamentalment sobre temes econòmics i empresarials, amb documents sobre els aspectes més variats de l'economia espanyola, i també, encara que en menor nombre, internacional, que en molts casos, són publicacions difícils de localitzar en altres fons documentals. Aquest fons es troba íntegrament catalogat i classificat al Catàleg de la UPF i al CCUC.